# Ferguson Bay
Die Ferguson Bay ist eine kleine Bucht am südöstlichen Ende von Thule Island im Archipel der Südlichen Sandwichinseln. Sie stellt einen Naturhafen und eine Einbuchtung nach Norden dar zwischen dem Hewison Point (mit Halbinsel im Osten) und dem Herd Point (Westen).
Wissenschaftler der britischen Discovery Investigations kartierten und benannten die Bucht im Jahr 1930. Namensgeber ist die Werft der Ferguson Brothers in Port Glasgow, in der das Forschungsschiff RRS Discovery II gebaut worden ist.